# مرگ با شجاعت
مرگ با شجاعت (به هندی: Veergati) فیلمی محصول سال ۱۹۹۵ و به کارگردانی کی.کی. سینگ است. در این فیلم بازیگرانی همچون سلمان خان، دیویا دوتا، آتول آگنیهوتری، آخیلندرا میشرا، فریده جلال، روهینی هاتانگادی، سعید جعفری، کولبوشان کارباندا ایفای نقش کرده‌اند.